# The Next Decade (George Friedman)
Die geopolitische Studie The Next Decade (auf Deutsch: Das nächste Jahrzehnt) wurde 2011 von George Friedman veröffentlicht. Sie enthält Prognosen der Beziehungen der Vereinigten Staaten von Amerika zu anderen Ländern und zur Weltlage in der Zeit bis 2020. Thema des Buchs ist auch die Paradoxie von „Weltreich und Republik“. Das Buch befasst sich auch mit demographischen, technologischen und ökonomischen Streitfragen, insbesondere denen, die die Zeit bis 2020 betreffen.
Hauptthema sind die regionalen Gleichgewichtszustände, die die US-amerikanische Regierung schaffen oder wiederherstellen muss. Der erfolgreiche Einfluss der USA in der Welt beruht nach Friedman nicht auf der Anwendung direkten Zwangs, sondern auf der Schaffung konkurrierender Beziehungen, in denen eine Kraft die andere neutralisiert. Der Irak war so gesehen ein Gegengewicht gegen den Iran, Japan ist gegenwärtig ein Pendant zu China. Nach Friedmans Auffassung müssen in der zweiten Dekade des 21. Jahrhunderts die USA die Reife erlangen, ihre Macht in diesem Sinne zielgerichtet einzusetzen.

## Argumentation

### Europa
Friedman betrachtet die Konfrontation zwischen Russland und NATO, und hier besonders der USA, als unausweichlich.
Dabei muss sich die USA mit Polen verbünden und eine Verständigung zwischen Deutschland und Russland verhindern. Seiner Meinung nach muss die USA die baltischen Länder aufgeben, da diese eher Belastungen seien. Russland müsse erlaubt werden, seine Einflusssphäre zu verstärken. Dafür müsste Russland aber maximale Gegenleistungen erbringen, sodass die Türkei im Kaukasus den russischen Einfluss ausgleichen könne. Es ist nach Friedmans Auffassung nicht mit einem neuen Kalten Krieg zu rechnen, da Russland zu verwundbar ist und wegen seiner demographischen und infrastrukturellen Probleme eine größere Rolle in der internationalen Politik nicht für längere Zeit durchhalten könnte.
Die Europäische Union und der Euro würden wegen der deutschen Dominanz, der Brüsseler Bürokratie und dem Nationalstreben erheblich an Bedeutung verlieren. 

### Deutschland
Die Macht Deutschlands werde sichtbar werden. Die Gefahr bestehe, dass sich Deutschland auch aufgrund der Freundschaft mit Frankreich verselbstständigen und eng mit Russland kooperieren könnte, auf Kosten der EU wie der USA. In diesem Punkt müsse die USA hart reagieren. Die EU-Partner müssten, um Deutschland einzudämmen, systematisch gegeneinander ausgespielt werden. Die USA sollten enge Beziehungen zu Polen oder Dänemark suchen.

### Naher Osten
Friedman gibt den Rat, sich von Israel zurückzuziehen, das strategisch abgesichert sei und alleine überleben könne, ohne zu sehr von amerikanischer Unterstützung abzuhängen. Die USA sollten sich den arabischen Ländern annähern und eine Machtbalance schaffen. In einem Deal mit dem Iran solle diesem eine Sicherheitszone zugestanden werden. Eine Allianz mit der Türkei könne ein Gegengewicht gegen Iran und Israel darstellen. 
Friedman sieht Israels Lage als sicher an, weil die arabischen Nachbarn in einer Machtbalance stehen. Hauptgefahr sei die Intervention oder die Entfremdung von Großmächten wegen des Konflikts zwischen Palästinensern und Israel. Daher muss die USA den Konflikt zwischen beiden Gruppen klug steuern.

### Asien
China steht vor Langzeitproblemen in der Ökonomie, da seine produktionsorientierte Wirtschaft durch eine verarmte Bevölkerung nicht getragen werden kann. Wenn andere Quellen billiger Arbeit entstehen, muss es die innere Sicherheit verstärken und die wohlhabenden Küstenregionen stärker besteuern, um die verarmten Regionen im Innern zu unterstützen. Schließlich wird die Regierung hauptsächlich damit befasst sein, die Zersplitterung und Auflösung des Landes aufzuhalten. Langfristig besteht das Risiko einer Aufspaltung Chinas in autonome Regionen.
In der Zwischenzeit wird Japan seine strategische Partnerschaft mit den USA fortsetzen. Seine überalterte und schrumpfende Bevölkerung wird es nötig machen, Arbeitskräfte in anderen Ländern auszubeuten, auch in China, zumal seine Bevölkerung nicht in der Lage ist, eine große Zahl von Einwanderern zu integrieren. Die USA muss die wachsende Macht Japans ausgleichen, indem sie Chinas Wirtschaft entgegenkommt, damit es stabil bleibt, um so den japanischen Einfluss ausgleichen zu können. Ebenso wird die USA sich mit Südkorea verbünden und es unterstützen, damit es Nordkorea in sich aufnehmen kann, wenn beide Länder wiedervereinigt werden.
Die USA wird strategische Allianzen mit Korea, Australien und Singapur eingehen, um ihre Dominanz im westlichen Pazifik zu sichern.
Die USA werden sich aus Afghanistan zurückziehen, die Taliban werden danach die Kontrolle über das Land zurückgewinnen. Die Unterstützung für Pakistan wird fortgesetzt. Pakistan wird die Taliban einschränken und den Aufstieg Indiens verhindern. Die militärische Unterstützung der USA für Pakistan wird Indien weiterhin dazu veranlassen, sich auf seine Landstreitkräfte zu konzentrieren, statt eine Marine aufzubauen, die die Vormachtstellung der USA in der Region gefährden könnte.

### Afrika
Afrika wird weiterhin wegen seiner irrationalen Kolonialgrenzen Kriege erleiden. Mit der Zeit werden sich stabile Nationen herausbilden, dabei einige größere Länder. Die beste Politik wird darin bestehen, Afrika in Ruhe zu lassen und humanitäre Hilfe bereitzustellen, während im Laufe der Kriege die Grenzen der Länder nach und nach neu gezogen werden.

### Lateinamerika
Außer der Bedrohung durch Drogen und illegale Immigration aus Mexiko und den Beziehungen zu Kuba gibt es keine Faktoren, die die Sicherheit der USA gefährden könnten. Mit Kuba sollte ein Abkommen geschlossen werden. Andere Vorgänge in Lateinamerika sind von geringer Bedeutung, lediglich Brasilien hat das Potential, in Zukunft die Machtstellung der USA infrage zu stellen.

## Ausgabe
- George Friedman: The next decade: where we’ve been – and where were going. Doubleday, New York 2011, ISBN 978-0-385-53295-2 (pdf-archive.com).